# Kadamathikere, Kunigal
Kadamathikere là một làng thuộc tehsil Kunigal, huyện Tumkur, bang Karnataka, Ấn Độ.